# Protoscypha subtropica
Protoscypha subtropica är en svampart som först beskrevs av Georg Winter, och fick sitt nu gällande namn av Franz Petrak 1934. Protoscypha subtropica ingår i släktet Protoscypha och familjen Protoscyphaceae.   Inga underarter finns listade i Catalogue of Life.